# Lissemys scutata
Lissemys scutata је гмизавац из реда корњача и фамилије Trionychidae.

## Угроженост
Подаци о распрострањености ове врсте су недовољни.

## Распрострањење
Мианмар, Тајланд и Кина су једина позната природна станишта врсте.

## Станиште
Станиште врсте су слатководна подручја.